# 롭 코언

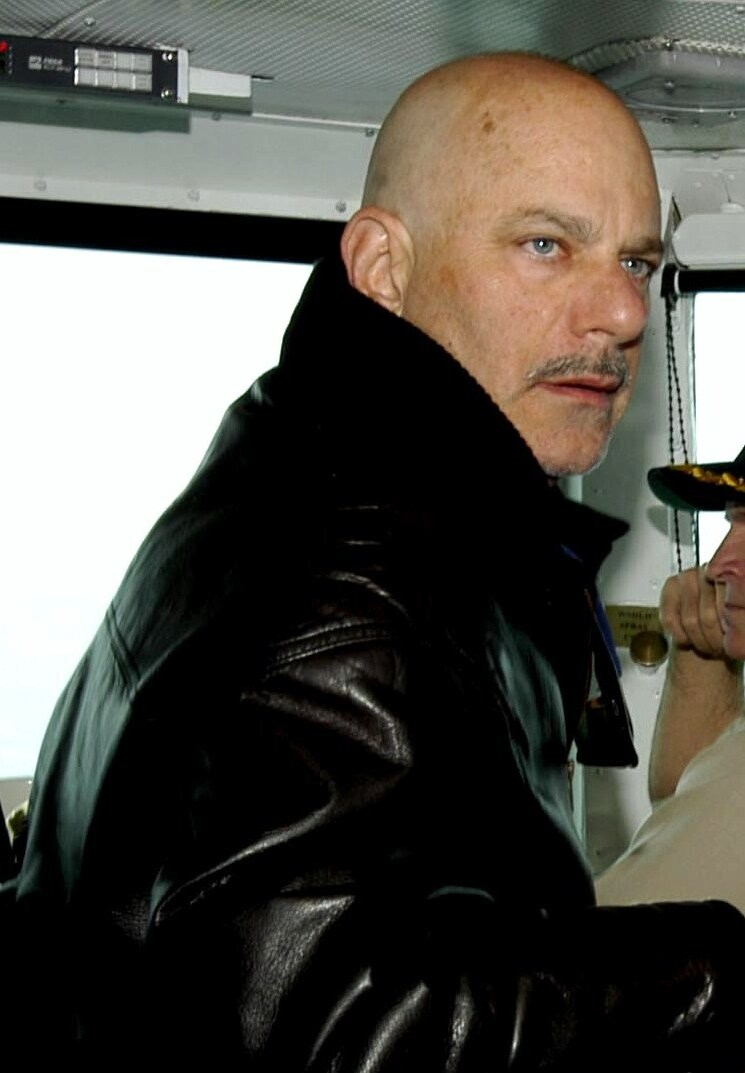

롭 코언(Rob Cohen, 1949년 3월 12일 ~ )은 미국의 영화 감독 및 제작자이다.

## 연출작
- 데이라잇(1996)
- 드래곤하트(1996)
- 스컬스(2000)
- 분노의 질주(2001)
- 트리플 엑스(2002)
- 스텔스(2005)
- 미이라 3: 황제의 무덤(2008)
- 알렉스 크로스(2012)
- 더 보이 넥스트 도어(2015)